# Сертифікація музичних записів

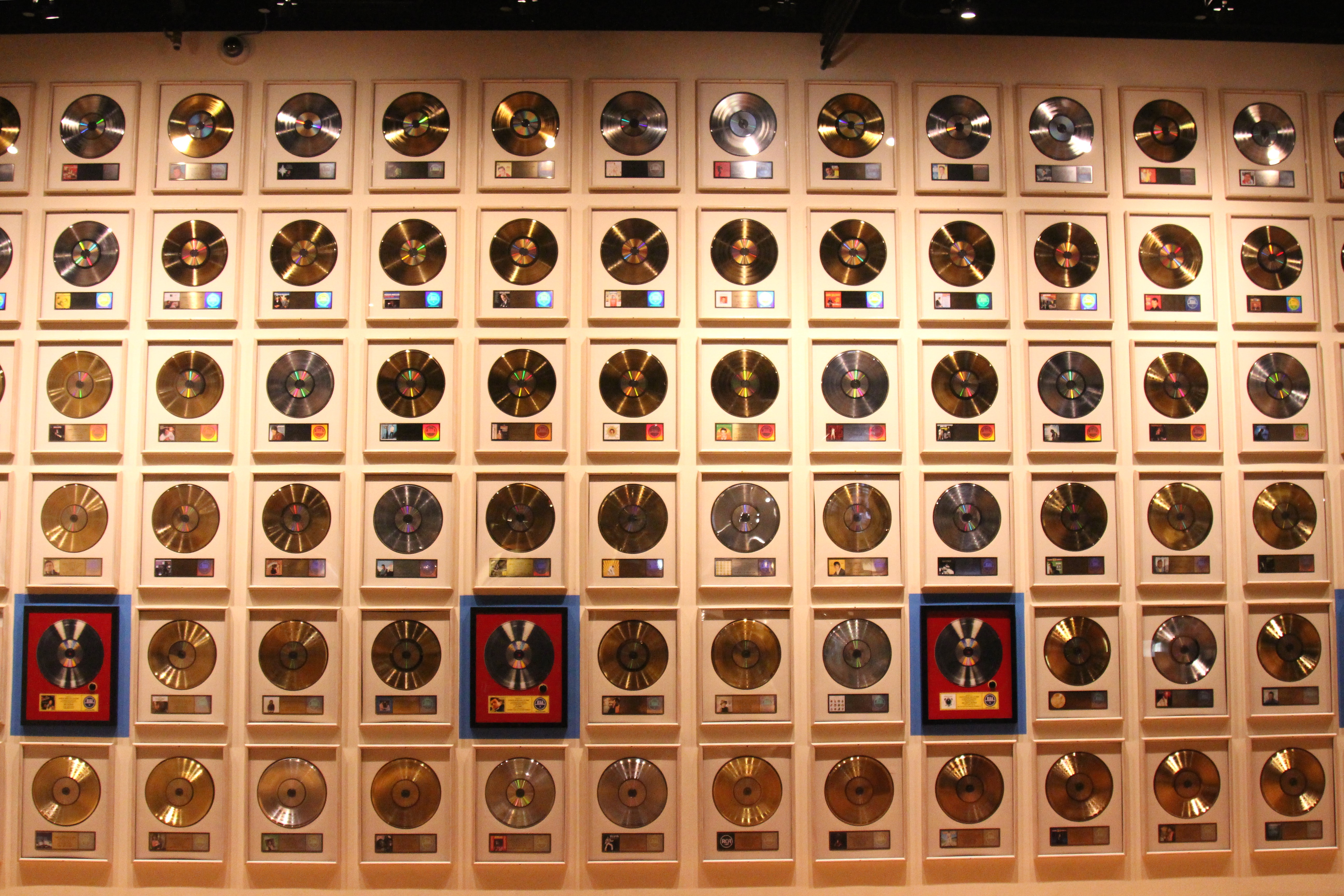
Стіна золотих і платинових платівок у Залі слави та музеї кантрі-музики

У музичній індустрії є звичайною практикою присуджувати найуспішнішим артистам премії, базуючись на обсягах продажів їх дисків. Ці нагороди й умови їх присудження (рівні сертифікації) визначаються національними організаціями звукозапису і різняться від країни до країни. Загальним є поділ премій на срібний, золотий, платиновий і діамантовий диск залежно від кількості проданих копій твору (альбому, синглу, DVD, рингтону тощо) на території певної країни. Не у всіх державах є усі 4 рівні, деякі обмежуються лише двома - золотий і платиновий диск.
Спеціальний приз у вигляді золотої,платинової, срібної чи діамантової платівки для виконавців вручає уповноважена організація, у кожній країні своя.
Першим сертифікованим золотим диском у США при продажі понад 1 млн. 200 тис. примірників став запис пісні «Чатануга чу-чу» із фільму «Серенада Сонячної долини», записаний у 1941 році оркестром Глена Міллера та Дороті Дандрідж.
Серед володарів найбільшої кількості призів — як естрадні виконавці (Каунт Бейсі, Елвіс Преслі, Елла Фіцджеральд, Джимі Гендрікс, Пол Маккартні, гурти The Beatles, The Rolling Stones), так і видатні виконавці класичної музики (Б. Джільї, Пласідо Домінго, Монсеррат Кабальє, Енріко Карузо, Ієгуді Менухін, М. дель Монако, Святослав Ріхтер, Лучано Паваротті, Леопольд Стоковський).

## Альбоми
Верхня цифра означає кількість копій альбому, які необхідно продати національному артисту, щоб отримати певний рівень сертифікації (срібний, золотий, платиновий чи діамантовий диск), а нижня цифра курсивом означає відповідні обсяги продажів для іноземних виконавців. Для країн, де вказане лише одне число, рівні продажів для отримання сертифікації однакові для національних й іноземних артистів.
| Країна/ Територія                | Обсяг продажів для отримання сертифікації | Обсяг продажів для отримання сертифікації | Обсяг продажів для отримання сертифікації | Обсяг продажів для отримання сертифікації |
| Країна/ Територія                | Срібний диск                              | Золотий диск                              | Платиновий диск                           | Діамантовий диск                          |
| -------------------------------- | ----------------------------------------- | ----------------------------------------- | ----------------------------------------- | ----------------------------------------- |
| Австралія                        | —                                         | 35.000                                    | 70.000                                    | —                                         |
| Австрія                          | —                                         | 10.000                                    | 20.000                                    | —                                         |
| Аргентина                        | —                                         | 20.000                                    | 40.000                                    | 250.000                                   |
| Бельгія                          | —                                         | 10.000 (15.000)                           | 20.000 (30.000)                           | —                                         |
| Болгарія                         | —                                         | 15.000 (10.000)                           | 30.000 (20.000)                           | —                                         |
| Бразилія                         | —                                         | 50.000 (30.000)                           | 100.000 (60.000)                          | 500.000 (250.000)                         |
| Велика Британія                  | 60.000                                    | 100.000                                   | 300.000                                   | —                                         |
| Венесуела                        | —                                         | 5.000                                     | 10.000                                    | —                                         |
| Гонконг                          | —                                         | 15.000 (7.500)                            | 30.000 (15.000)                           | —                                         |
| Греція                           | —                                         | 6.000 (3.000)                             | 12.000 (6.000)                            | —                                         |
| Данія                            | —                                         | 15.000                                    | 30.000                                    | —                                         |
| Еквадор                          | —                                         | 3.000                                     | 6.000                                     | —                                         |
| Єгипет                           | —                                         | 25.000 (5.000)                            | 50.000 (10.000)                           | —                                         |
| Індія                            | —                                         | 100.000 (7.500)                           | 200.000 (15.000)                          | —                                         |
| Індонезія                        | —                                         | 35.000 (10.000)                           | 75.000 (15.000)                           | —                                         |
| Ірландія                         | —                                         | 7.500                                     | 15.000                                    | —                                         |
| Ісландія                         | —                                         | 5.000                                     | 10.000                                    | —                                         |
| Іспанія                          | —                                         | 30.000                                    | 60.000                                    | 800.000                                   |
| Італія                           | 15.000                                    | 30.000                                    | 60.000                                    | 300.000                                   |
| Канада                           | —                                         | 50.000                                    | 100.000                                   | 1.000.000                                 |
| Китай                            | —                                         | 40.000 (15.000)                           | 80.000 (30.000)                           | —                                         |
| Колумбія                         | —                                         | 10.000 (5.000)                            | 20.000 (10.000)                           | 200.000 (100.000)                         |
| Латвія                           | —                                         | 8.000 (4.000)                             | 15.000 (8.000)                            | —                                         |
| Ліван                            | —                                         | 20.000 (5.000)                            | 40.000 (10.000)                           | —                                         |
| Малайзія                         | —                                         | 7.500                                     | 15.000                                    | —                                         |
| Мексика                          | —                                         | 30.000                                    | 60.000                                    | 300.000                                   |
| Нідерланди                       | —                                         | 25.000                                    | 50.000                                    | —                                         |
| Німеччина                        | —                                         | 100.000                                   | 200.000                                   | —                                         |
| Нова Зеландія                    | —                                         | 7.500                                     | 15.000                                    | —                                         |
| Норвегія                         | —                                         | 15.000                                    | 30.000                                    | —                                         |
| Парагвай                         | —                                         | 5.000                                     | 10.000                                    | —                                         |
| ПАР і Лесото                     | —                                         | 20.000                                    | 40.000                                    | —                                         |
| Перу                             | —                                         | 3.000                                     | 6.000                                     | —                                         |
| Південна Корея                   | —                                         | 5.000                                     | 10.000                                    | —                                         |
| Польща                           | —                                         | 15.000 (10.000)                           | 30.000 (20.000)                           | 150.000 (100.000)                         |
| Португалія                       | —                                         | 10.000                                    | 20.000                                    | —                                         |
| Росія                            | —                                         | 50.000 (10.000)                           | 100.000 (20.000)                          | 300.000 (60.000)                          |
| Сингапур                         | —                                         | 5.000                                     | 10.000                                    | —                                         |
| Словаччина                       | —                                         | 3.000 (1.000)                             | 6.000 (2.000)                             | —                                         |
| Словенія                         | —                                         | 5.000                                     | 10.000                                    | —                                         |
| США                              | —                                         | 500.000                                   | 1.000.000                                 | 10.000.000                                |
| Таїланд                          | —                                         | 10.000 (5.000)                            | 20.000 (10.000)                           | —                                         |
| Тайвань                          | —                                         | 20.000 (7.000)                            | 40.000 (14.000)                           | —                                         |
| Туреччина                        | —                                         | 100.000 (5.000)                           | 200.000 (10.000)                          | 300.000 (20.000)                          |
| Угорщина                         | —                                         | 7.500 (3.000)                             | 15.000 (6.000)                            | —                                         |
| Україна                          | —                                         | 50.000 (25.000)                           | 100.000 (50.000)                          | 500.000 (100.000)                         |
| Уругвай                          | —                                         | 2.000                                     | 4.000                                     | —                                         |
| Філіппіни                        | —                                         | 15.000                                    | 30.000                                    | 300.000                                   |
| Фінляндія                        | —                                         | 15.000 (10.000)                           | 30.000 (20.000)                           | —                                         |
| Франція                          | —                                         | 50.000                                    | 100.000                                   | 600.000                                   |
| Хорватія                         | 3.000                                     | 7.500                                     | 15.000                                    | 30.000                                    |
| Чехія                            | —                                         | 6.000 (3.000)                             | 12.000 (6.000)                            | —                                         |
| Чилі                             | —                                         | 5.000                                     | 10.000                                    | —                                         |
| Швейцарія                        | —                                         | 15.000                                    | 30.000                                    | —                                         |
| Швеція                           | —                                         | 20.000                                    | 40.000                                    | —                                         |
| Японія                           | —                                         | 100.000                                   | 250.000                                   | 1.000.000                                 |
| Країни Перської затоки           | —                                         | 15.000                                    | 30.000                                    | —                                         |
|                                  | Срібний диск                              | Золотий диск                              | Платиновий диск                           | Діамантовий диск                          |
| Обсяги продажів для сертифікації |                                           |                                           |                                           |                                           |

## Сингли
| Країна/ Територія                | Обсяги продажів для отримання сертифікації | Обсяги продажів для отримання сертифікації | Обсяги продажів для отримання сертифікації | Обсяги продажів для отримання сертифікації |
| Країна/ Територія                | Срібний диск                               | Золотий диск                               | Платиновий диск                            | Діамантовий диск                           |
| -------------------------------- | ------------------------------------------ | ------------------------------------------ | ------------------------------------------ | ------------------------------------------ |
| Австралія                        | —                                          | 35.000                                     | 70.000                                     | —                                          |
| Австрія                          | —                                          | 15.000                                     | 30.000                                     | —                                          |
| Бельгія                          | —                                          | 10.000 (15.000)                            | 20.000 (30.000)                            | —                                          |
| Бразилія                         | —                                          | 25.000                                     | 50.000                                     | 100.000                                    |
| Велика Британія                  | 200.000                                    | 400.000                                    | 600.000                                    | —                                          |
| Греція                           | —                                          | 3.000                                      | 6.000                                      | —                                          |
| Данія                            | —                                          | 4.000                                      | 8.000                                      | —                                          |
| Ірландія                         | —                                          | 7.500                                      | 15.000                                     | —                                          |
| Іспанія                          | —                                          | 20.000                                     | 40.000                                     | —                                          |
| Італія                           | —                                          | 10.000                                     | 20.000                                     | —                                          |
| Канада                           | —                                          | 5.000                                      | 10.000                                     | 100.000                                    |
| Литва                            | —                                          | 3.000                                      | 6.000                                      | —                                          |
| Мексика                          | —                                          | 40.000                                     | 80.000                                     | 400.000                                    |
| Нідерланди                       | —                                          | 10.000                                     | 20.000                                     | —                                          |
| Німеччина                        | —                                          | 150.000                                    | 300.000                                    | —                                          |
| Нова Зеландія                    | —                                          | 7.500                                      | 15.000                                     | —                                          |
| Норвегія                         | —                                          | 5.000                                      | 10.000                                     | —                                          |
| ПАР і Лесото                     | —                                          | 10.000                                     | 25.000                                     | —                                          |
| Португалія                       | —                                          | 10.000                                     | 20.000                                     | —                                          |
| Сингапур                         | —                                          | 5.000                                      | 10.000                                     | —                                          |
| США                              | —                                          | 500.000                                    | 1.000.000                                  | —                                          |
| Таїланд                          | —                                          | 50.000 (20.000)                            | 100.000 (40.000)                           | —                                          |
| Тайвань                          | —                                          | 7.000                                      | 14.000                                     | —                                          |
| Угорщина                         | —                                          | 1.500                                      | 3.000                                      | —                                          |
| Фінляндія                        | —                                          | 5.000                                      | 10.000                                     | —                                          |
| Франція                          |                                            | 150.000                                    | 250.000                                    | 400.000                                    |
| Чехія                            | —                                          | 1.000                                      | 2.000                                      | —                                          |
| Швейцарія                        | —                                          | 15.000                                     | 30.000                                     | —                                          |
| Швеція                           | —                                          | 10.000                                     | 20.000                                     | —                                          |
| Японія                           | —                                          | 100.000                                    | 250.000                                    | 1.000.000                                  |
|                                  | Срібний диск                               | Золотий диск                               | Платиновий диск                            | Діамантовий диск                           |
| Обсяги продажів для сертифікації |                                            |                                            |                                            |                                            |

### Завантаження в мережі Інтернет
| Країна/ Територія | Обсяги продажів для сертифікації | Обсяги продажів для сертифікації | Обсяги продажів для сертифікації |
| Країна/ Територія | Золотий диск                     | Платиновий диск                  | Діамантовий диск                 |
| ----------------- | -------------------------------- | -------------------------------- | -------------------------------- |
| Аргентина         | 10.000                           | 20.000                           | —                                |
| Бразилія          | 50.000 (30.000)                  | 100.000 (60.000)                 | 500.000 (250.000)                |
| Данія             | 7.000                            | 15.000                           | —                                |
| Єгипет            | 20.000                           | 40.000                           | —                                |
| Іспанія           | 20.000                           | 40.000                           | —                                |
| Канада            | 20.000                           | 40.000                           | 400.000                          |
| Мексика           | 1.500                            | 3.000                            | —                                |
| США               | 500.000                          | 1.000.000                        | —                                |
| Чилі              | 2.500                            | 5.000                            | —                                |
| Японія            | 100.000                          | 250.000                          | 1.000.000                        |

## Музичні відео й альбоми на DVD
| Країна/ Територія                | Обсяги продажів для отримання сертифікації | Обсяги продажів для отримання сертифікації | Обсяги продажів для отримання сертифікації |
| Країна/ Територія                | Золотий диск                               | Платиновий диск                            | Діамантовий диск                           |
| -------------------------------- | ------------------------------------------ | ------------------------------------------ | ------------------------------------------ |
| Австралія                        | 7.500                                      | 15.000                                     | —                                          |
| Австрія                          | 5.000                                      | 10.000                                     | —                                          |
| Аргентина                        | 4.000                                      | 8.000                                      | —                                          |
| Бельгія                          | 25.000                                     | 50.000                                     | —                                          |
| Бразилія                         | 25.000 (15.000)                            | 50.000 (30.000)                            | 250.000 (125.000)                          |
| Велика Британія                  | 25.000                                     | 50.000                                     | —                                          |
| Греція                           | 5.000                                      | 10.000                                     | —                                          |
| Данія                            | 7.500                                      | 15.000                                     | —                                          |
| Ірландія                         | 2.000                                      | 4.000                                      | —                                          |
| Ісландія                         | 5.000                                      | 10.000                                     | —                                          |
| Іспанія                          | 10.000                                     | 25.000                                     | —                                          |
| Італія                           | 10.000                                     | 20.000                                     | —                                          |
| Канада                           | 5.000                                      | 10.000                                     | 100.000                                    |
| Колумбія                         | 5.000                                      | 10.000                                     | —                                          |
| Латвія                           | 5.000                                      | 8.000                                      | —                                          |
| Мексика                          | 10.000                                     | 20.000                                     | —                                          |
| Нідерланди                       | 30.000                                     | 60.000                                     | —                                          |
| Німеччина                        | 25.000                                     | 50.000                                     | —                                          |
| Норвегія                         | 5.000                                      | 10.000                                     | —                                          |
| Нова Зеландія                    | 2.500                                      | 5.000                                      | —                                          |
| Польща                           | 5.000                                      | 10.000                                     | —                                          |
| Португалія                       | 4.000                                      | 8.000                                      | —                                          |
| Росія                            | 25.000 (10.000)                            | 50.000 (20.000)                            | —                                          |
| Словаччина                       | 500                                        | 1.000                                      | —                                          |
| США                              | 25.000                                     | 50.000                                     | —                                          |
| Угорщина                         | 2.000                                      | 4.000                                      | —                                          |
| Уругвай                          | 1.000                                      | 2.000                                      | —                                          |
| Фінляндія                        | 5.000                                      | 10.000                                     | —                                          |
| Франція                          | 7.500                                      | 15.000                                     | 60.000                                     |
| Чехія                            | 1.500                                      | 3.000                                      | —                                          |
| Чилі (2009)                      | 2.500                                      | 5.000                                      | —                                          |
| Швеція                           | 10.000                                     | 20.000                                     | —                                          |
| Японія                           | 100.000                                    | 250.000                                    | 1.000.000                                  |
|                                  | Золотий диск                               | Платиновий диск                            | Діамантовий диск                           |
| Обсяги продажів для сертифікації |                                            |                                            |                                            |

## Рінгтони
| Країна/ Територія | Обсяги продажів для сертифікації | Обсяги продажів для сертифікації | Обсяги продажів для сертифікації |
| Країна/ Територія | Золотий диск                     | Платиновий диск                  | Діамантовий диск                 |
| ----------------- | -------------------------------- | -------------------------------- | -------------------------------- |
| Бразилія          | 50.000 (30.000)                  | 100.000 (60.000)                 | 500.000 (250.000)                |
| Єгипет            | 20.000                           | 40.000                           | —                                |
| Іспанія           | 10.000                           | 20.000                           | —                                |
| Канада            | 20.000                           | 40.000                           | 400.000                          |
| Мексика           | 10.000                           | 25.000                           | 250.000                          |
| США               | 500.000                          | 1.000.000                        | —                                |
| Японія            | 500.000                          | 750.000                          | 1.000.000                        |